# 暴走邻家
《暴走邻家》是在《知音漫客》第186期开始连载的漫画。在2012年春季上市单行本1-2册，同年冬季上市3-4册。连载其的知音漫客被誉为"中国的《周刊少年JUMP》”。漫画讲述隔壁搬来的新邻居是漫画家……。